# An Old Actor
An Old Actor est un film muet américain réalisé par Colin Campbell et sorti en 1913.

## Fiche technique
- Réalisation : Colin Campbell
- Scénario : Colin Campbell
- Date de sortie : 
  - États-Unis : 5 mai 1913

## Distribution
- Colin Campbell
- Frank Clark
- Bessie Eyton
- Al W. Filson
- William Hutchinson
- Henry Otto
- Tom Santschi